# Transição eletrônica molecular
Transições eletrônicas moleculares ocorrem quando elétrons em uma molécula muito animado a partir de um nível de energia para um nível de energia mais alto. A mudança de energia associado com esta transição fornece informações sobre a estrutura de uma molécula e determina muitas propriedades moleculares, tais como a cor. A relação entre a energia envolvida na transição electrónica e a frequência de radiação é dado pela lei de Planck.